# Boeing KC-767
Boeing KC-767 là một loại máy bay vận tải chiến lược và tiếp nhiên liệu trên không, được phát triển từ loại máy bay chở khách Boeing 767-200ER.

## Biến thể
KC-767A
KC-767J
KC-46A
767 MMTT
KC-X2

## Quốc gia sử dụng
Brasil
- Không quân Brasil[1]

 Colombia
- Không quân Colombia[2]

 Ý
- Không quân Ý

 Nhật Bản

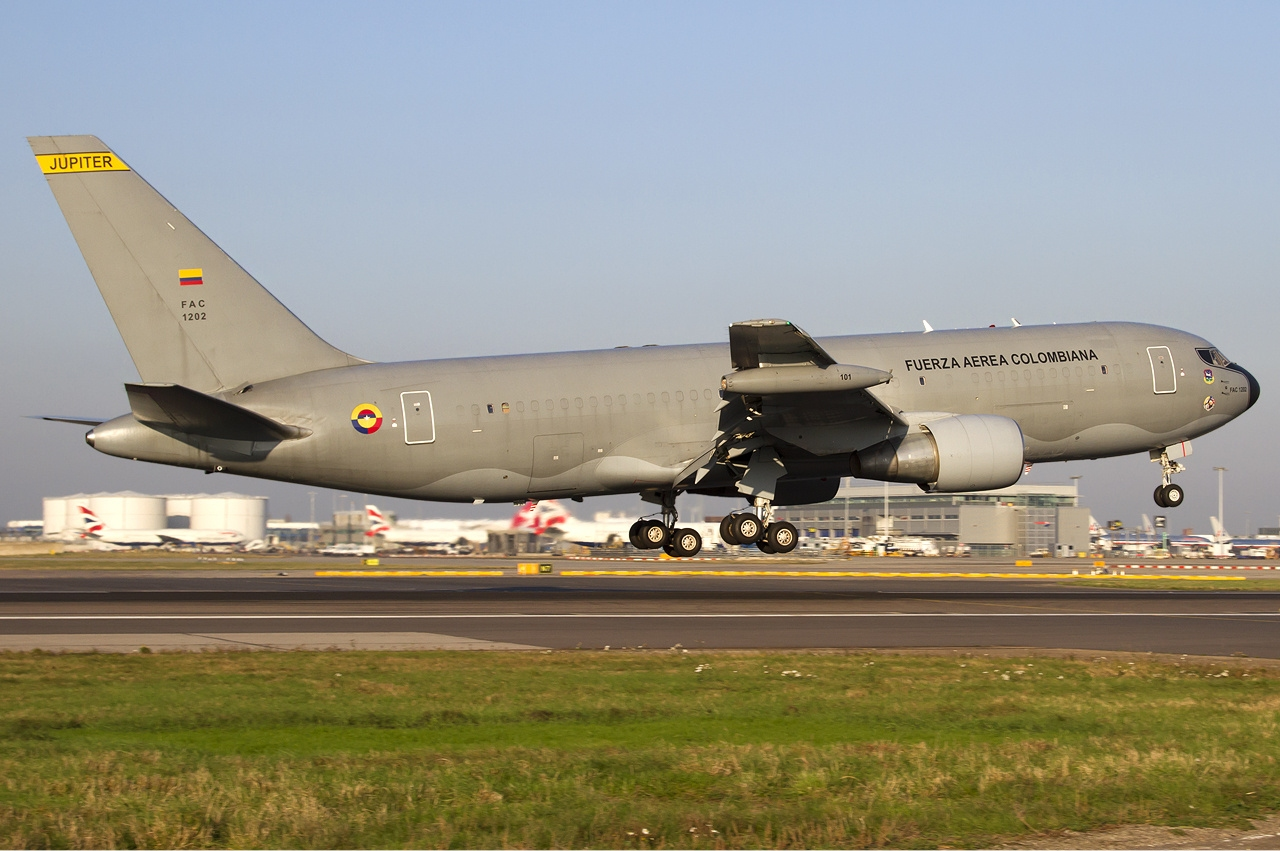
Boeing 767 do IAI hoán cải, thuộc không quân Colombia

- Lực lượng phòng vệ trên không Nhật Bản

## Tính năng kỹ chiến thuật (KC-767A)
Dữ liệu lấy từ KC-767A, Boeing 767-200ER specifications
Đặc điểm tổng quát
- Tổ lái: 3
- Sức chuyên chở: lên tới 200 hành khách hoặc 19 kiện hàng 463L
- Chiều dài: 159 ft 2 in (48,5 m)
- Sải cánh: 156 ft 1 in (47,6 m)
- Chiều cao: 52 ft (15,8 m)
- Trọng lượng rỗng: 181.610 lb (82.377 kg)
- Trọng lượng cất cánh tối đa: 395.000 lb (186.880 kg)
- Động cơ: 2 × GE CF6-80C2 kiểu turbofan, 60.200 lbf (268 kN) mỗi chiếc
- Tải nhiên liệu tối đa: 160.660 lb (72.877 kg)

 Hiệu suất bay 
- Vận tốc cực đại: Mach 0.86 (570 mph, 915 km/h)
- Vận tốc hành trình: Mach 0.80 (530 mph, 851 km/h)
- Tầm bay: 6.385 nmi (12.200 km) ; global with in flight refueling[3]
- Trần bay: 40.100 ft (12.200 m)